# Arsenozucchero fosfato
L'arsenozucchero fosfato è un ossoarsenozucchero dimetilato avente un gruppo glicerolo fosfato legato al carbonio 1 dell'anello ribosidico.
È l'arsenozucchero più comune insieme al glicerolo, solfato e solfonato (in particolare nelle alghe rosse e nelle alghe verdi, dove è il più abbondante insieme al glicerolo).
Dei 4 arsenozuccheri principali è il meno acido dopo il glicerolo.